# Семенів Наталія Зіновіївна
Ната́лія Зіно́віївна Драпак, у шлюбі Семе́нів (нар. 12 листопада 1990, Тернопіль) — українська перекладачка й мовознавиця.

## Життєпис
Народилась у сім'ї готельєра й ресторатора Зіновія Мироновича Драпака (нар. 1964) і державної службовиці Галини Василівни Драпак (нар. 1967; до шлюбу Шеленко). Має сестер-двійнят: Ірину Драпак (нар. 1994) — магістра економіки, викладачку англійської мови, кураторку дитячих освітньо-розважальних мандрівних програм, та Олену Драпак (нар. 1994) — магістра медіалінгвістики, викладачку англійської мови, редактораку. Греко-католичка. 22 серпня 2013 року одружилася зі Степаном Семенівим (нар. 1989).
У 1997—2007 роках Наталія Семенів навчалась у Тернопільській спеціалізованій школі І-ІІІ ступенів № 29 з поглибленим вивченням іноземних мов. У березні 2005 року стала членкинею «Пласту». 2007 року вступила до Тернопільського національного педагогічного університету імені Володимира Гнатюка, де у 2011-му здобула диплом бакалавра з відзнакою (спеціальність «Філологія. Переклад»). 2012 року в цьому ж закладі здобула диплом магістра з відзнакою (спеціальність «Переклад»), захистивши дипломну роботу на тему «Проблеми перекладу лексичних одиниць із соціокультурним компонентом».
Від грудня 2016 року студіює базовий курс позитивної психотерапії в Українському інституті позитивної кроскультурної психотерапії і менеджменту — філії Вісбаденської академії позитивної психотерапії.
У 2011—2016 роках Наталія Семенів працювала старшою лаборанткою кафедри теорії і практики перекладу Тернопільського національного педагогічного університету імені Володимира Гнатюка. З 2011 по 2014 рік викладала англійську мову та переклад слухачам Центру довузівської підготовки Тернопільського національного педагогічного університету імені Володимира Гнатюка. У 2013—2016 роках працювала за сумісництвом як асистентка кафедри теорії і практики перекладу Тернопільського педагогічного університету. У 2012—2016 роках вона обіймала посаду керівниці секції англійської мови відділу філології та мистецтвознавства Тернопільського обласного відділення Малої академії наук України. У серпні 2016 року зосередилася на перекладанні художньої літератури.

## Публікації

### Наукові статті й доповіді
- Способи перекладу власних назв у дитячій літературі (на прикладі твору Клайва Стейплза Льюїса «Хроніки Нарнії: Лев, Біла Відьма та Шафа»). — Студентський науковий вісник ТНПУ. — Випуск № 26. — 2011. — С. 108—110
- Соціокультурний аспект перекладу реалій (на прикладі англо-українського перекладу твору Френсіса Скотта Фіцджеральда «Великий Ґетсбі»). — Студентський науковий альманах факультету іноземних мов Тернопільського національного педагогічного університету імені Володимира Гнатюка. — Тернопіль: Вид-во ТНПУ, 2012. — № 1 (9). — С. 139—143
- До проблеми перекладу лексичних одиниць із соціокультурним компонентом. — Актуальні проблеми германо-романської філології та освітній соціокультурний процес: матеріали Міжнародної науково-практичної конференції (Тернопіль, 4-5 жовтня 2013 р.) / За ред. Б. І. Гінки, І. П. Задорожної, І. Я. Яцюка. — Тернопіль: Тернопільський національний педагогічний університет імені Володимира Гнатюка, 2013. — С. 166—168
- Відтворення реалій суспільного життя в перекладі роману Ф. С. Фіцджеральда «Великий Ґетсбі». — Науковий вісник Чернівецького університету. Серія «Германська філологія». — Вип. 692—693. — Чернівці, 2014. — С. 211—213

### Художні переклади
- Марк Твен. «Небезпечність ліжок» (оповідання) — журнал «Всесвіт», 2013 рік, № 9-10
- Вірджинія Вулф. «Флаш». — К.: O.K. Publishing, 2017. — 176 с.
- Гертруда Стайн. «Автобіографія. Еліс Б. Токлас». — К.: O. K. Publishing, 2018. — 232 с. ISBN 978-966-97686-2-9
- Ошо. «Барви твого життя. Розмальовка для медитації і трансформації». — Львів: Terra Incognita, 2018. — 88 с.
- Раян Ван Вінкл. «Добра темрява». — Тернопіль: Крок, 2018. — 66 с.
- Раян Ван Вінкл. "«Завтра, ми житимемо тут». — Тернопіль: Крок, 2019. — 72 с.

## Участь у творчих конкурсах
- 2013 — Конкурс художнього перекладу в рамках VII Міжнародної науково-практичної конференції «Мови і світ: дослідження та викладання» на факультеті іноземних мов Кіровоградського державного педагогічного університету імені Володимира Винниченка. Переклад оповідання Марка Твена «The Danger of Lying in Bed» (І місце)
- 2014 — Конкурс художнього перекладу в рамках VIII Міжнародної науково-практичної конференції «Мови і світ: дослідження та викладання» на факультеті іноземних мов Кіровоградського державного педагогічного університету імені Володимира Винниченка. Переклад замітки Ернеста Сетона-Томпсона «The Coyote's Sense of Humour» (ІІІ місце)

## Участь у конференціях
- 2013 — Міжнародна науково-практична конференція «Актуальні проблеми германо-романської філології та освітній соціокультурний процес», Тернопільський національний педагогічний університет імені Володимира Гнатюка, 4-5 жовтня 2013 року (публікація тез)
- 2014 — VIII Міжнародна наукова конференція «Актуальні проблеми термінознавства, романо-германської філології та перекладу», Чернівецький національний університет імені Юрія Федьковича, 25-26 квітня 2014 року (публікація статті)
- 2017 — ІХ Міжнародна науково-практична конференція з позитивної психотерапії Н. Пезешкіана «Життя, конфлікти і любов в транскультуральному світі», 2-4 червня 2017 року, Одеса

## Зовнішні зв'язки
- Анна Золотнюк. «Що спільного у Тернополя, Вірджинії Вулф та Гертруди Стайн?» Сайт «ТЕРЕН». Прочитано 21.02.2020
- «Тернопільська перекладачка поділилася зі студентами секретами успіху». Сайт zaxid.media. Опубліковано 06.06.2019. Прочитано 21.02.2020